# Demse Márton
Demse Márton  (Somoska, 1943 –) csángó író, költő.

## Kötetei
- Csángó küzdelem (önéletírás, próza), 2005
- Somoskai tél (próza), 2007
- Értem ne sírj, Anyám (versek), 2012
- Pásztortűz (próza), 2012
- Adjátok vissza a neveinket (versek), 2015.